# Mikel Villanueva
Mikel Villanueva Álvarez (San Cristóbal, 14 de abril de 1993) é um futebolista profissional venezuelano que atua como defensor. Atualmente defende o Vitória de Guimarães.

## Carreira
Mikel Villanueva fez parte do elenco da Seleção Venezuelana de Futebol da Copa América de 2016.